# Mount Helms
Mount Helms är ett berg i Antarktis. Det ligger i Västantarktis. Chile gör anspråk på området. Toppen på Mount Helms är 1 558 meter över havet.
Terrängen runt Mount Helms är en högslätt. Trakten är obefolkad. Det finns inga samhällen i närheten.